# Federación Nacional de Trabajadores al Servicio del Estado
La Federación Nacional de Trabajadores al Servicio del Estado es la federación de sindicatos de trabajadores del sector estatal de Colombia. Agremia a trabajadores de los diversos entes públicos de la Nación. Es filial de la Central Unitaria de Trabajadores de Colombia. Su presidente es Williams Reyes.